# Krzysztof Wierzbowski
Krzysztof Wierzbowski est un joueur polonais de volley-ball né le 18 juillet 1988 à Varsovie (voïvodie de Mazovie). Il mesure 1,97 m et joue réceptionneur-attaquant. Il est international polonais.

## Clubs
| Club                        | De        | À         |
| --------------------------- | --------- | --------- |
| AZS Częstochowa             | 2007-2008 | 2009-2010 |
| AZS Politechnika Warszawska | 2010-2011 | 2012-2013 |
| Trefl Gdańsk                | 2013-2014 | ...       |

## Palmarès
- Challenge Cup
  - Finaliste : 2012
- Championnat de Pologne
  - Finaliste : 2008
- Coupe de Pologne (1)
  - Vainqueur : 2008